# Скотт Прюітт
Едвард Скотт Прюітт (англ. Edward Scott Pruitt; нар. 9 травня 1968, Данвілл, Кентуккі) — американський юрист і політик-республіканець, адміністратор Управління з охорони навколишнього середовища з 2017 по 2018 рр.

## Біографія
Прюіт народився в місті Данвілл, штат Кентуккі, але переїхав до Лексінгтона коли був молодим. Він закінчив Джорджтаунський коледж (1990 р.) і вивчав право в Університеті Талси (1993 р.).
Сенатор штату Оклахома з 1998 по 2006 рр., представляв округи Талса і Вагонер. У 2006 р. був кандидатом на посаду віце-губернатора Оклахоми. Прюіт обіймав посаду генерального прокурора штату Оклахома з 2011 по 2017 рр.
Одружений, має двох дітей.